# Kabinet (België)
Een kabinet is in de Belgische samenleving, in de eerste plaats in de politiek, de aanduiding van een dienst bestaande uit een groep medewerkers, en de werklocatie van deze groep, die een politicus met een belangrijke functie in de uitvoerende macht of de wetgevende macht ondersteunen. Het kabinet vormt de groep persoonlijke stafmedewerkers, inhoudelijk adviseurs, en het persoonlijk secretariaat van die politicus, en verzorgt de beleidsvoorbereiding. In België is een kabinet een belangrijke beleidsfactor. Het voorbeeld wordt hierin getoond door de koning, die over een eigen kabinet van medewerkers beschikt, geleid door een kabinetschef.

## Ministeriële kabinetten
Elke minister in België kan rekenen op een kabinet, soms ministerieel kabinet genoemd. De overheid stelt voor de uitbouw van deze kabinetten, de werking en de personeelskost, een financiële enveloppe ter beschikking.
De grote groei van het aantal en de omvang van de kabinetten in België dateert uit de jaren vijftig van de twintigste eeuw. Ministers wensten, om hun beleidswerk voor te bereiden, beroep te kunnen doen op vertrouwde medewerkers en niet te moeten terugvallen op een administratie met ambtenaren waarvan een deel een duidelijke en mogelijke andere politieke sympathie hadden. Binnen regeringen die steeds coalities tussen verschillende partijen waren, wenste men rond zich een cenakel te hebben van trouwe gelijkgezinden.

## Samenstelling
Het behoort aan de politicus toe medewerkers voor dit kabinet aan te werven of te ontslaan. Veelal wordt dan ook de beschikbaarheid van dergelijke posities als kabinetsmedewerker door de politicus en zijn politieke partij gebruikt om actieve partijleden, ervaren medewerkers en sympathisanten een functie aan te bieden. Hoewel voor de meer technische en de leidinggevende functies ook erkende experten, of academici worden aangesproken, in sommige gevallen wars van hun (vermeende) politieke overtuiging. Bij ministers in de federale regering wordt er vaak over gewaakt ook medewerkers van de andere taalrol aan te trekken, soms gesolliciteerd langs de zusterpartij van de andere taalrol, soms op basis van algemene sollicitatieprocedures. Dit gebeurt om de correcte communicatie van de politicus in de beide belangrijkste landstalen, waaronder de beleidsvoorbereidende documenten zoals wetsontwerpen (of ontwerp-decreet/ontwerp-ordonnantie), uitvoeringsbesluiten, rondschrijvens, en andere nota's te waarborgen.
Het kabinet wordt steeds geleid door een kabinetschef, veelal ondersteund door een of meerdere adjunct-kabinetschefs. Vaak wordt er bij een minister met meerdere beleidsdomeinen een adjunct per bevoegdheid geselecteerd. Verder worden in een kabinet meerdere stafleden of stafmedewerkers opgenomen, waaronder veelal ook juristen, woordvoerders, experts en raadgevers in de domeinen die tot de bevoegdheden van de minister behoren. Maar ook uitvoerend en aanvullend personeel als secretariaatsmedewerkers, boden, onthaalmedewerkers, een of meerdere chauffeurs, koks en ander keukenpersoneel behoren tot een kabinet. De kleinste ministeriële kabinetten hebben een twintigtal medewerkers, maar het is niet ongebruikelijk dat kabinetten een kader van 100 tot 120 personeelsleden tellen, afhankelijk van het aantal beleidsdomeinen van de politicus. In de jaren tachtig van de twintigste eeuw waren er zelfs meerdere kabinetten met 200 tot 250 personeelsleden.
Kabinetten bestaan uit tijdelijke samenwerkingen van personen die bij een wissel van politieke verantwoordelijkheden aangeworven worden, van functie veranderen of ontslagen worden. Inherent is er telkens een breuk in het beleidsvoorbereidend werk, daar het zelden de gewoonte is kabinetsmedewerkers wanneer zij actief waren voor een politicus van een politieke partij nadien actief te houden binnen hetzelfde beleidsdomein wanneer dit aan een politicus van een andere politieke partij wordt toegewezen. Veelal ook worden de archieven en werkdocumenten van een kabinet niet ter beschikking gesteld van de opvolger, en erft de nieuwe minister (of burgemeester) dan ook een "leeg" kabinet.
Een deel van de kabinetsmedewerkers wordt gedetacheerd vanuit de administratie, en heeft een gegarandeerd recht van terugkeer naar die post binnen de administratie wanneer de functie binnen het kabinet niet meer ter beschikking is. Deze detachering en de bijhorende rechten kan ingeroepen worden door ieder personeelslid van een openbare instelling, of ieder personeelslid actief binnen het gesubsidieerd of gemeenschapsonderwijs. Andere kabinetsmedewerkers krijgen een aanstelling en hebben een achtergrond uit het bedrijfsleven of de ruimere arbeidsmarkt. Zij vallen na de opzeg terug op een opzegvergoeding en dienen terug naar een positie binnen de arbeidsmarkt te solliciteren. Soms waren ze actief of worden ze nadien actief als parlementair medewerker van een parlementslid, of werkten ze voor de partij, de studiedienst van de partij of een bevriende organisatie uit het middenveld behorend tot dezelfde politieke zuil.

## Werking
Het kabinet van de politicus werkt samen met de administratie van het land (de Federale Overheidsdienst), de gemeenschap, het gewest (de ministeries) of de gemeente (de stadsdiensten) die de politicus leidt. De minister en zijn/haar kabinetsleden zetelen, zowel federaal als deelstatelijk, in de beleidsraad van de administratie(s) waarvoor ze bevoegd is. Deze verbindingsorganen zijn ingesteld om het 'primaat van de politiek' te verzekeren en de administratie aan te sturen. Voorts ligt veel politieke macht bij de interkabinettenwerkgroepen (IKW) of Werkgroepen Beleidscoördinatie. In zo'n werkgroep onderhandelen de kabinetsmedewerkers van de betrokken ministers. De uitkomst van deze onderhandelingen is slechts een informele ontwerptekst, maar vaak is deze volledig of grotendeels identiek aan de uiteindelijke akte die door het formeel bevoegde forum wordt aangenomen (bv. een wet in het parlement, een koninklijk besluit in de ministerraad).

## Kritiek
Critici stellen dat politici beter rechtstreeks zouden samenwerken met hun administratie, zodat ervaren stafmedewerkers met ervaring binnen het ministerie over de partijgrenzen heen voorbereidend en uitvoerend werk kunnen leveren in dienst van de verantwoordelijke politici. De huidige situatie wordt gezien als ontmoedigend voor de leidinggevenden en stafleden van de ministeries en andere onderdelen van de administratie.
Kabinetsmedewerkers, ook cabinetards genoemd, hebben ook een belangrijke schakelpositie. Veelal zijn het de kabinetsmedewerkers die in naam van de minister informatie uitwisselen met de ministeries, en zijn zij de soms exclusieve maar in elk geval geprivilegieerde adviseur van de politicus, niet enkel voor politiek advies (verdedigen van het standpunt van de partij, electorale overwegingen) maar ook voor technische of juridische overwegingen, de timing van de ministeriële initiatieven en interventies, de afweging van mogelijkheden of de haalbaarheid van het geplande beleid. Ook in de beleidsuitvoering, opvolging en evaluatie van het beleid zijn kabinetsmedewerkers actief. Het is gebruikelijk dat kabinetsmedewerkers de minister vergezellen of vervangen in vergaderingen, bij werkbezoeken of bij het ontvangen van externe delegaties, lobbyisten, belangen-, actie- en drukkingsgroepen. Ook vormen kabinetsmedewerkers interkabinetale werkgroepen waarin overleg plaatsvindt over dossiers die het beleidsdomein van een minister overschrijden.
Veel van het wetgevend werk wordt niet door parlementariërs en hun medewerkers voorbereid, noch in parlementscommissies of door overleg tussen gespecialiseerde politici opgebouwd maar door de ministeriële kabinetten en interkabinetale werkgroepen voorbereid. Vaak komen wetten op de voornaamste beleidsdomeinen niet als wetsvoorstel maar als wetsontwerp tot stand. Dit ondermijnt de verantwoordelijkheid, de kracht en het belang van het parlement als het centrum van de wetgevende macht en verstoort de trias politica, hoewel vermeld moet worden dat het recht van initiatief dit ook uitdrukkelijk voorziet, en ook in andere landen bij de totstandkoming van de wetgeving de regering een prominente rol inneemt.
Het behoort reeds decennialang, voornamelijk sinds de jaren negentig, tot de Belgische politieke cultuur dat politici, als voorbeeld van vernieuwing en zakelijker besturen, de reductie van het aantal kabinetsleden per minister aankondigen. Soms worden ook (tijdelijk) dergelijke reducties uitgevoerd, onder meer in het Copernicusplan werd in 2000 een dergelijke aanpassing voorzien. Het plan werd evenwel nooit volledig uitgevoerd. In de loop der tijd is het aantal kabinetsmedewerkers evenwel relatief stabiel of slechts licht gedaald, niet in de laatste plaats door de in aantal toegenomen ministerportefeuilles binnen de zes regeringen die de Belgische federatie rijk is. 

## Aantallen
In 1991 werd het totaal aantal kabinetsmedewerkers in België, getotaliseerd voor de federale en regionale regeringen, op 2.500 geschat. In 2004 ging het om een (niet volledig ingevuld) kader van 2.830 medewerkers, met een totale kost (personeel en werking) van 190 miljoen euro.
De verdeling tussen de gewesten kan duiden op een verschil in politieke cultuur en zeden tussen de verschillende landsdelen. In 2004 waren er 490 kabinetsmedewerkers actief voor ministers van de Vlaamse Regering, tegenover 521 voor het Waals Gewest en bijkomend 371 voor de Franse Gemeenschap. In het Brussels Hoofdstedelijk Gewest waren er 388 kabinetsmedewerkers, bij de ministers van de Duitstalige Gemeenschap 32.
Op federaal niveau kwam er een lichte daling. In 2007 waren er 932 kabinetsmedewerkers bij de federale regering (22 ministers en staatssecretarissen), in 2011 waren er 827 kabinetsmedewerkers bij de federale regering (13 ministers en 6 staatssecretarissen).
In Vlaanderen wordt het aantal kabinetsmedewerkers geregeld door het Besluit van de Vlaamse Regering van 24 juli 2009. Er is doorheen de jaren een duidelijke daling van personeelskader en werkingsmiddelen van de kabinetten. Dit dient wel deels genuanceerd te worden gezien nu wel binnen de verschillende departementen van het Vlaams ministerie personeelsleden ter beschikking worden gesteld aan de kabinetten voor facilitaire taken. Deze personeelsleden uit de cellen kabinetsondersteuning verzorgen taken als onthaal, verzending, ICT, economaat, schoonmaak, catering en vervoer. Onder dit voorbehoud kan vastgesteld worden dat van 2004 tot 2009 het aantal kabinetsmedewerkers in het Vlaanderen van 490 naar 279 daalde.
In 1995 telde het Waals Gewest 559 cabinetards, in 2004 521.

## Burgemeesters en schepenen
In belangrijke steden werd vanaf de jaren negentiendertig, in navolging van de ministeriële voorbeelden, aan de burgemeester een bescheiden 'kabinet' van enkele naaste medewerkers toegevoegd. Dit geldt trouwens ook voor de provinciegouverneurs. In de loop van de jaren zijn deze kabinetten aangegroeid, zowel wat betreft het aantal steden waarin ze worden georganiseerd als wat betreft het aantal leden dat er deel van uitmaakt. In grotere steden hebben ook de schepenen zich verplicht gevoeld om een 'kabinet' rond zich te vormen. Behoudens uitzonderingen zijn de kabinetsleden bij steden en gemeenten, alsook bij de provincies, ambtenaren die tot het eigen gemeente- respectievelijk provinciepersoneel behoren.

## Voetnoten
1. 1 2  2.830 kabinetslui voor 55 regeringsleden, Twee keer zoveel kabinetsmedewerkers als notarissen, dinsdag 21 december 2004, Steven Samyn in De Standaard
2. ↑  Verslag van het Rekenhof over de personeelsuitgaven van de ministeriële kabinetten en de bestuurlijke gevolgen van hun afslanking, 2011. Gearchiveerd op 6 maart 2016. Geraadpleegd op 22 april 2012.